# Iona
Iona (ebraică יוֹנָה Yona, arabă يونس Yunus, latină Ionas, numele înseamnă porumbel), conform Bibliei, Tanahului și Coranului, a fost un profet care a fost înghițit de către o balena . Nu este personajul principal al Cărții lui Iona. Aparține grupului de doisprezece profeți minori.

## Istorie
În Tanah/Vechiul Testament al Bibliei, istoria lui Iona poate fi găsită în Cartea lui Iona. De asemenea se face referire la el în Cartea a doua a Regilor (14:25), în Evanghelia după Matei (12:38-41) și Evanghelia după Luca (11:29-32).
Conform „Cărții lui Iona”, el a fost fiul lui Amitai (din ebraică adevărul meu). Dumnezeu îi comandă lui Iona să prezică în orașul Ninive. Nevrând să meargă, Iona încearcă să evite comanda Dumnezeului ducându-se la Iope și apoi plecând la Tarsis. Începe furtuna mare. Marinarii descoperă repede că furtuna nu este una obișnuită și a apărut din cauza nesupunerii lui Iona în fața Domnului. Iona admite aceasta și spune că furtuna se va sfârși atunci când marinarii îl vor arunca peste bord. Marinarii încearcă să ducă corabia spre coastă dar, neputând, se simt forțați să îl arunce pe Iona. Când Iona se află în apă, marea se calmează. Iona este înghițit de către un pește mare. După ce stă în burta peștelui rugându-se, a treia zi este scuipat de acesta pe țărmul cetății Ninive. Ca urmare a propovăduirii sale ninivitenii se pocăiesc și Dumnezeu îi iartă. Iona privește acest lucru ca pe un afront personal și se mânie pe Dumnezeu. Dumnezeu se folosește de un vrej pentru a-i demonstra că mânia sa nu este dreaptă. Povestirea se sfârșește cu cuvintele lui Dumnezeu la adresa lui Iona: "Ție îți pare rău de un vrej pe care nu l-ai semănat sau udat, care într-o noapte a crescut și în alta a pierit, iar mie să nu îmi fie milă de atâția oameni care nu pot deosebi stânga de dreapta?". Cartea nu ne spune reacția finală a lui Iona arătând astfel că întrebarea este adresată în principal cititorului și nu neapărat lui Iona.
Cercetătorii Bibliei consideră în general Cartea lui Iona drept ficțiune, și adesea cel puțin parțial o satiră.

## Galerie de imagini

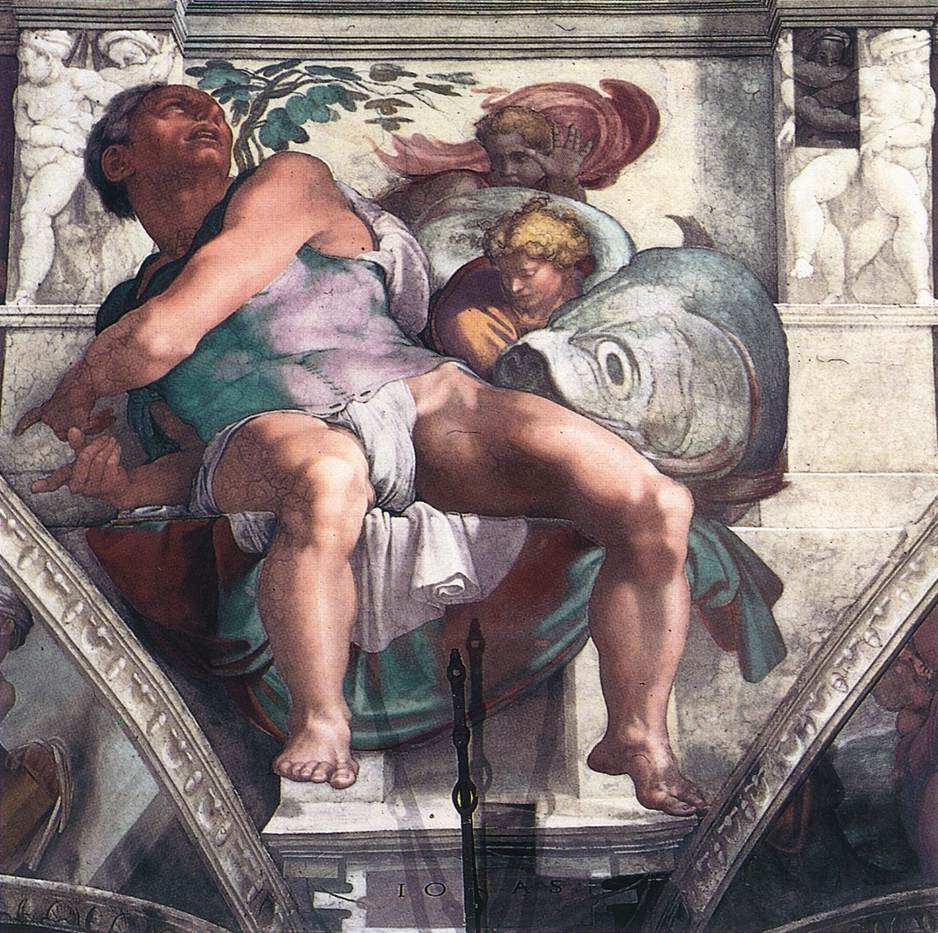
Fresca Profetul Iona de Michelangelo (Vatican, Capela Sixtină)
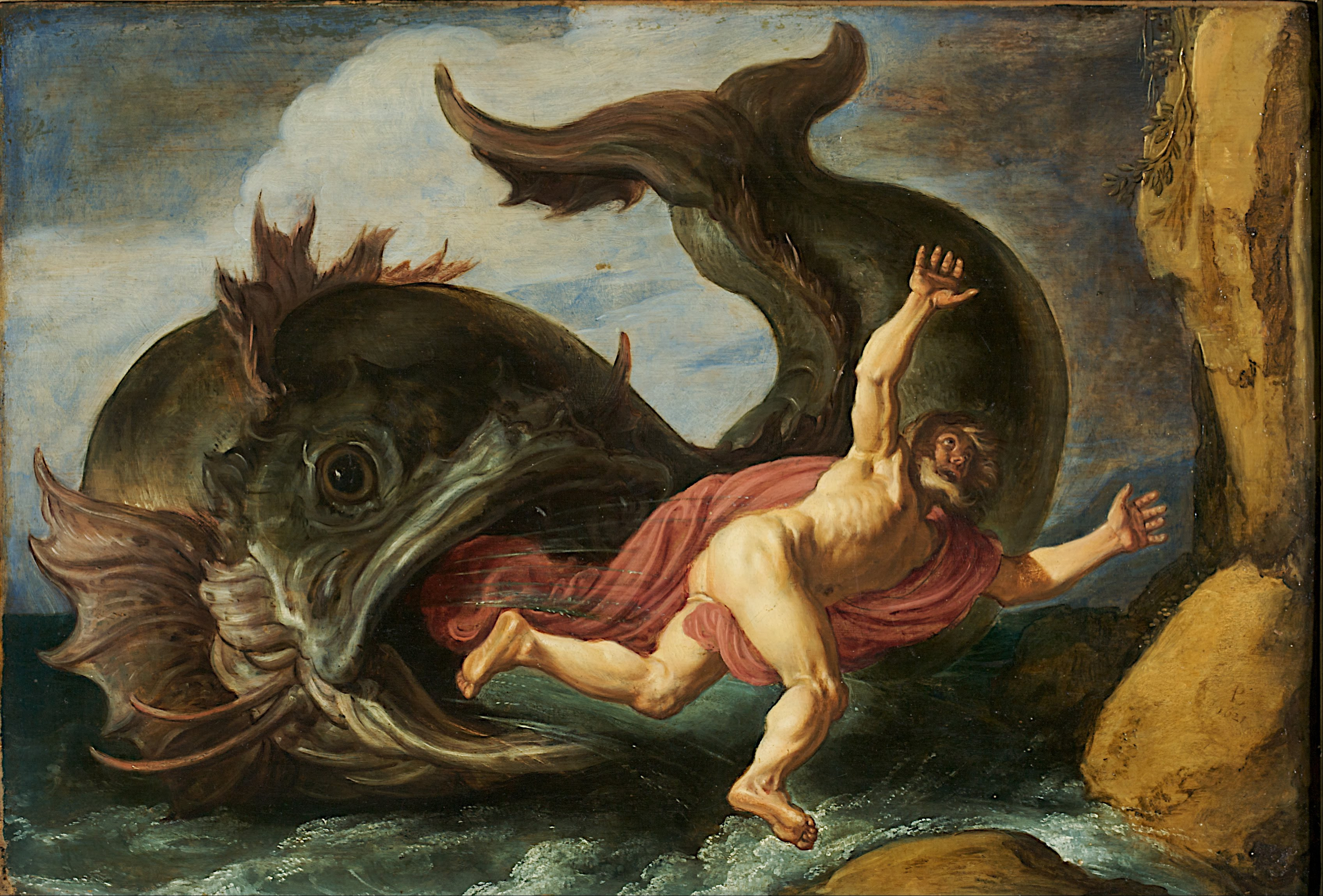
Iona și peștele